# Kamil Dankowski
Kamil Dankowski (Duszniki-Zdrój, 22 luglio 1996) è un calciatore polacco, difensore del ŁKS.

## Carriera

### Club
Cresciuto nel settore giovanile dello Śląsk Breslavia, ha esordito in prima squadra il 23 febbraio 2014 in occasione dell'incontro di Ekstraklasa perso 3-2 contro il Ruch Chorzów.

### Nazionale
Il 7 settembre 2018 ha esordito con la Nazionale Under-21 polacca disputando il match di qualificazione per gli Europei Under-21 2019 pareggiato 1-1 contro le Fær Øer.